# Agrostis rupestris
Agrostis rupestris é uma espécie de gramínea do gênero Agrostis, pertencente à família Poaceae.